# محمد محمود الطبلاوي
محمد محمود الطبلاوي (14 نوفمبر 1934م - 12 رمضان 1441هـ / 5 مايو 2020م) قارئ قرآن مصري، وأحد أعلام هذا المجال البارزين. من مواليد مركز تلا بمحافظة المنوفية. تعود أصوله إلى محافظتي الشرقية والمنوفية. تزوج مبكرًا في سن السادسة عشرة من عمره. قرأ القرآن وانفرد بسهرات قرآنية كثيرة منذ الثانية عشرة من عمره، كما دُعِي لإحياء مآتمِ كبارِ الموظفين وشخصيات بارزة لعائلات معروفة. سجلت تلاواته على غرار مشاهير القراء الإذاعيين قبل أن يبلغ الخامسة عشرة.

## بداياته
حفظ القرآن الكريم وهو ابن تسع سنين. على يد مشايخ أبرزهم الشيخ عبد الفتاح القاضي، والشيخ أحمد مرعي والشيخ رزق خليل حبة والشيخ محمود حافظ برانق والشيخ عبد الحميد المسيري.
سافر إلى عدة دول سفيرًا للقرآن الكريم، ومحكِّمًا لكثير من المسابقات الدولية لحفظ القرآن الكريم.

## وفاته
توفي يوم الثلاثاء 5 مايو 2020م، الموافق 12 رمضان 1441هـ، عن عمر ناهز 86 عامًا بعد معاناة مع المرض.
أدى المئات صلاة الجنازة على جثمانه، أمام منزله بحي العجوزة قربَ نادي الترسانة الرياضي بالجيزة، قبل تشييع الجنازة ونقل الجثمان  إلىٰ مقابر العائلة في البساتين. شارك في جنازته عدد كبير من مشايخ نقابة قراء القرآن الكريم، وأقاربه وجيرانه.

## وصلات خارجية
- محمد محمود الطبلاوي من موقع قراء القرآن الكريم.
- مصحف الشيخ من إذاعة طريق الأسلام.